# Krahës
Krahës is een plaats en voormalige gemeente in de stad (bashkia) Memaliaj in de prefectuur Gjirokastër in Albanië. Sinds de gemeentelijke herindeling van 2015 doet Krahës dienst als deelgemeente en is het een bestuurseenheid zonder verdere bestuurlijke bevoegdheden.

## Bevolking
In de volkstelling van 2011 telde Krahës 2.554 inwoners, een daling ten opzichte van 3.742 inwoners op 1 april 2001. Dit komt overeen met een gemiddelde bevolkingsgroei van −3,6% per jaar.

### Religie
De grootste religie in Krahës is de (soennitische) islam. Deze religie werd in 2011 beleden door 819 personen, oftewel 32,07% van de bevolking. De grootste minderheid vormden de 178 bektashi-moslims, hetgeen gelijk staat aan 6,97% van de bevolking. De soennitische en bektashi-moslims vormden samen 39,04% van de bevolking. De christenen vormden slechts 0,16% van de bevolking.
| Plaats | Bevolking (2011) | Islam (%)    | Katholiek (%) | Orthodox (%) | Bektashisme (%) |
| ------ | ---------------- | ------------ | ------------- | ------------ | --------------- |
| Krahës | 2.554            | 819 (32,07%) | 2 (0,08%)     | 2 (0,08%)    | 178 (6,97%)     |